# Щербов, Владимир Георгиевич
Владимир Георгиевич Щербов (1907 — 1986) — советский регбист и спортивный судья. Судья всесоюзной категории по футболу (1939) и хоккею с шайбой (1949).

## Карьера
С 1923 года занимался спортом в секциях при стадионе «Динамо».
Регби
С 1936 по 1939 года выступал за московскую команду «Динамо».
Футбол
Судейством занимался с 1928 года. В высшей лиге работал с 1938 по 1953 (с перерывом во время войны) — 65 матчей главным арбитром.

## Достижения
Регби
- Чемпионат СССР
  - чемпион (2): 1938, 1939

футбольный судья
- арбитр года (2): 1948, 1949

Арбитр по хоккею с мячом
- судья финала Кубка СССР по хоккею с мячом среди женщин: 1940

## Семья
- Щербов, Евгений Георгиевич — брат
- Щербова, Ольга Осиповна — жена